# Korpistensaari
Korpistensaari eller Tounaansaari är en ö i Finland. Den ligger i sjön Löytäne och i kommunen Orivesi i den ekonomiska regionen Tammerfors och landskapet Birkaland, i den södra delen av landet, 160 km norr om huvudstaden Helsingfors. Öns area är 40,6 hektar och dess största längd är 1,2 kilometer i öst-västlig riktning.